# Rocinela affinis
Rocinela affinis là một loài chân đều trong họ Aegidae. Loài này được Richardson miêu tả khoa học năm 1904.